# Pont Polemoníac
Pont Polemoníac (en llatí Pontus Polemoniacus) era la part central de la regió del Pont, entre el riu Iris i la ciutat de Farnàcia. Gneu Pompeu Magne va conquerir el Regne del Pont l'any 64 aC, i no va canviar gairebé gens la seva estructura ni la correlació de poder que tenia el regne.
Una part es va annexionar a l'Imperi Romà, que la va unir a Bitínia, en una província anomenada de Bitínia i el Pont. Aquesta part només incloïa la costa entre Heraclea Pòntica i Amisos, la "costa Pòntica", però la major part del regne es va incloure a Galàcia. La meitat oriental de l'antic regne s'administrava com una regió amb govern propi com a client de Roma.
Cap a l'any 37 aC o 36 aC Marc Antoni va cedir aquesta regió a Polemó I, fill del rei Farnaces II del Bòsfor, i des de llavors es va conèixer amb el nom de Pont Polemoníac. Una part del territori va passar després a Capadòcia i s'anomenava Pont Capadoci. El Regne del Pont Polemoníac arribava fins a la Còlquida. A la mort del rei Polemó II l'any 63, Neró va convertir el Pont en província romana l'any 64, dividint-lo en tres regions, el Pont Capadoci a l'est, el Pont Polemoníac al centre i el Pont Gàlata a l'oest. Probablement va ser Polemó II qui va fundar la ciutat de Polemonium, que n'era la capital al segle i. Més tard, l'emperador Trajà va incorporar el Pont a la província de Capadòcia, al segle ii. Cap a l'any 287, en resposta a una incursió dels gàlates a Trebisonda, l'emperador Dioclecià va decidir tornar a organitzar una altra vegada el territori en tres províncies més petites sota un control més localitzat i proper.
- El Pont Gàlata, també anomenat Dispont, va canviar el seu nom pel d'Helenopont en temps de Constantí el Gran, posat en honor de la seva mare Helena de Constantinoble. Tenia la capital a Amisos, i incloïa les ciutats de Sinope, Amasya, Ibora i Zela.
- El Pont Polemoníac incloïa les ciutats de Magabula, Neocesarea i Argiròpolis.
- El Pont Capadoci, amb Capital a Trebisonda, incloïa els petits ports de Rize i Atanae. S'estenia fins a la Còlquida.

Les tres províncies es van incorporar més endavant als territoris d'Armènia Sofene. Durant l'Imperi Romà d'Orient, el territori es va integrar al Tema dels Armeníacs.